# 2108 Otto Schmidt
A 2108 Otto Schmidt (ideiglenes jelöléssel 1948 TR1) a Naprendszer kisbolygóövében található aszteroida. Pelageya Shajn fedezte fel 1948. október 4-én.